# Viktoriya Tolstoganova
Viktoriya Viktorovna Tolstoganova (en ruso: Виктория Викторовна Толстоганова; Moscú, RSFS de Rusia, Unión Soviética; 24 de marzo de 1972) es una actriz rusa de cine y teatro. 

## Biografía
Nació en una familia de un ingeniero y una profesora de inglés. Tiene tres hermanas menores. Después de graduarse de la escuela secundaria, intentó ingresar a la universidad de teatro. En 1992, aprobó la selección tanto en el Instituto de Cinematografía Gerasimov (VGIK) como en la GITIS. Su elección recayó en la Instituto Ruso de Arte Teatral (GITIS), donde estudió en la escuela tradicional de teatro psicológico ruso. Mientras todavía era estudiante, fue invitada a la compañía del Teatro de Arte de Moscú, donde trabajó hasta mediados de la década de 2000.
Se graduó del GITIS en 1997 y debutó con un papel importante en el cortometraje "Day Duty" dirigido por Roman Khrushchev.

## Carrera
En 2003, interpretó el papel de Marina en The Magnetic Storms. En 2004, fue seleccionada para ayudar a elegir a los ganadores del Premio Triumph de Rusia. En 2005, fue miembro del jurado en el 27 ° Festival Internacional de Cine de Moscú. En 2007, interpretó a una prostituta en la película May. En 2010, protagonizó ¿Quién soy yo? dirigida por Klim Shipenko, interpretando a una periodista provincial.

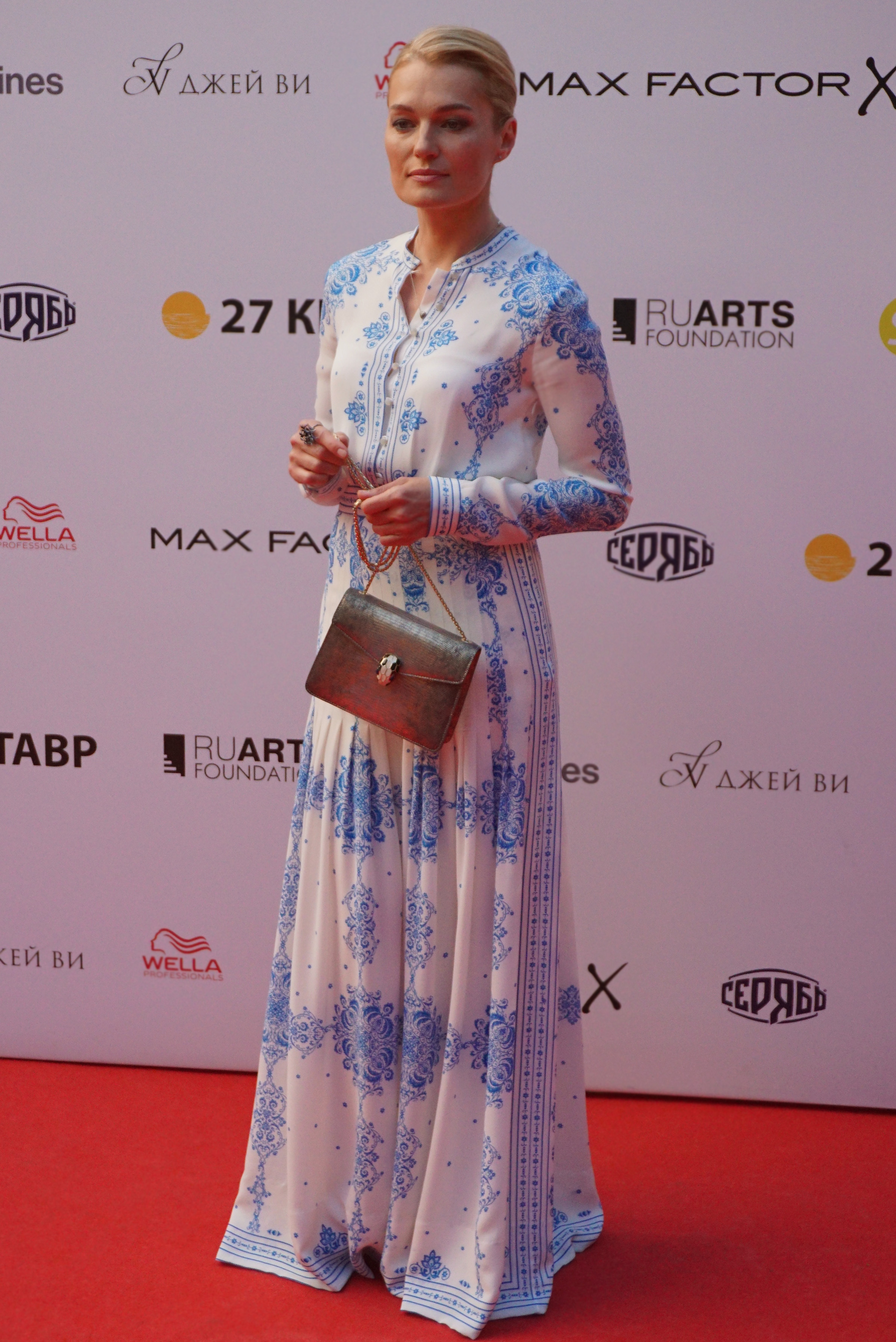
Viktoriya Tolstoganova en el festival de cine Kinotavr en Sochi, 2016.

## Vida personal
En agosto de 1996, se casó con el actor Andrei Kuzichev. Tienen dos hijos: Bárbara y Fedor. La pareja se divorció en 2010 (según otras fuentes en 2011). El 17 de mayo de 2011, dio a luz a un hijo, Ivan. El padre del niño es el director de teatro Aleksei Agranovich. 

## Filmografía seleccionada

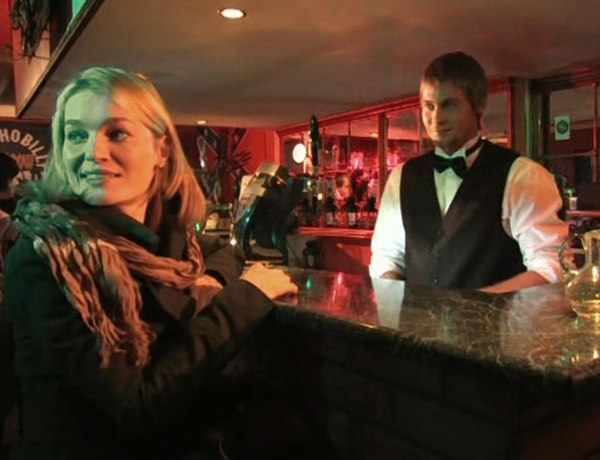
Serie de televisión "La capital del pecado" 2010, Viktoriya Tolstoganova y Andrey Batt.

### Películas
| Año  | Título                                      | Personaje                  |
| ---- | ------------------------------------------- | -------------------------- |
| 1997 | My First Teacher, or The Russian Stag-Party |                            |
| 2002 | The Moon Glades                             |                            |
| 2002 | Shoemaker                                   | Alisa                      |
| 2002 | Antikiller                                  | Tamara                     |
| 2002 | The Kamikaze Diary                          | Larisa                     |
| 2003 | The Ice-Crusted Ground                      | Ona                        |
| 2003 | The Magnetic Storms                         | Marina                     |
| 2005 | Escape                                      | Irina                      |
| 2005 | The Man's Season: The Velvet Revolution     |                            |
| 2007 | May                                         | Viktoriya                  |
| 2007 | The branch of lilac                         | Natalya Satina             |
| 2007 | Naturщica                                   | Dagni Yull                 |
| 2007 | Korolev                                     |                            |
| 2010 | Burnt by the Sun 2: Exodus                  | Marusia Kotova             |
| 2011 | Burnt by the Sun 2: Citadel                 | Marusia Kotova             |
| 2011 | Find me                                     | Natasha Kuzovlёva          |
| 2012 | Spy                                         | Iraida Petrakovich         |
| 2015 | Diamond cross                               | Anna Lanskaya              |
| 2016 | Champions: Faster. Above. Stronger          | madre de Svetlana Khorkina |
| 2017 | Going Vertical                              | Evgenia Kondrashina        |

### Televisión
| Año  | Título                   | Personaje                    |
| ---- | ------------------------ | ---------------------------- |
| 2002 | Request stop             | Lusya                        |
| 2003 | Give Me a Life           | fashion model Rita           |
| 2003 | The Angel on Roads       | Sveta                        |
| 2004 | On The Nameless Height   | Olga, a sniper               |
| 2004 | Moscow Saga              | Tasya Pyzhikova              |
| 2006 | Storm Gate               | Valya                        |
| 2008 | Revenge                  | Nina                         |
| 2008 | Invasion                 | Natalia Nowickaya            |
| 2009 | Prodigal children        | Lidiya Morozova              |
| 2009 | Maternal instinct        | Mariya Boikova               |
| 2010 | Family house             | Evgeniya Alexeyevna Sokolova |
| 2010 | The Capital of Sin       | Olga                         |
| 2011 | The Ballad of the bomber | Elizaveta                    |
| 2011 | Forest Lake              | Tonya Stolyarov              |
| 2013 | Department               | Lidiya                       |
| 2014 | Widow                    | Polina                       |
| 2014 | Embracing sky            | Marina Lugovaya              |
| 2014 | The Executioner          | Raisa                        |
| 2015 | Investigator Tikhonov    | Anastasia                    |
| 2017 | A Policeman's Wife       | Lera Valetskaya              |